# لباس فضانوردی

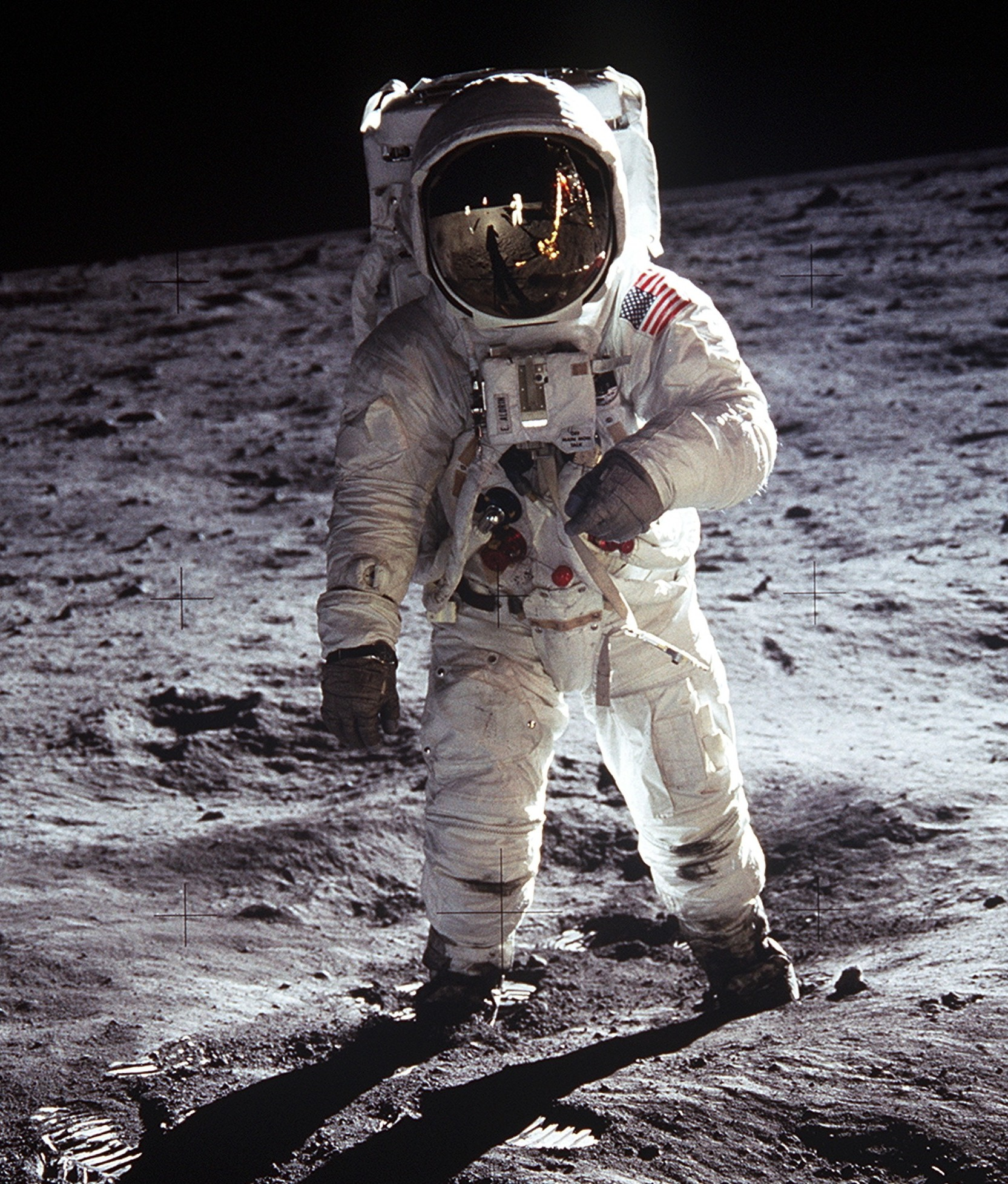
فضانورد معروف باز آلدرین در مأموریت آپولو ۱۱

لباس فضایی سیستم پیچیده‌ای از پوشاک، تجهیزات و سیستم‌های زیست‌محیطی می‌باشد و به گونه‌ای طراحی شده‌است تا بتواند فضانورد را به راحتی در محیط خشن فضا زنده نگه دارد.
انسان نمی‌تواند در فضا بدون لباس مناسب جان سالم به در ببرد. فضانوردان هنگامی که داخل ایستگاه فضایی یا در شاتل مشغول کار و زندگی هستند، به پوشیدن لباس مخصوص نیازی ندارند و گذشته از نبود گرانش در داخل شاتل یا ایستگاه فضایی، آن‌ها تفاوت دیگری را با زمین احساس نمی‌کنند. فضانوردان آنجا با لباسهای راحت و شلوار راحتی و اغلب بدون کفش هستند؛ اما هنگامی که یکی از آن‌ها برای کار مجبور شود به بیرون از سفینه برود باید لباس فضایی بر تن کند.
اگر انسان بدون پوشش مخصوص وارد فضا شود ظرف پانزده ثانیه بیهوش می‌شود و مغز او در مدت چهار دقیقه نابود می‌شود. حداقل دما در یک روز سرد زمستان در مناطق مسکونی زمین ۲۰–۳۰ درجه زیر صفر است است، اما در فضا این دما می‌تواند به کمتر از ۱۰۰ درجه زیر صفر هم برسد؛ با وجود این اختلاف دمای فاحش، خیلی مهم است که فضانوردان لباس محافظ را قبل از خارج شدن از ایستگاه فضایی یا شاتل بپوشند.

## طرح آپولو
در مأموریت آپولو فضانوردان بر روی ماه به خوبی آن که در فضا حرکت می‌کنند راه بروند، لباس‌های فضانوردی برای پیاده‌روی‌های فضایی هم طراحی شده بودند.
لباس‌های فضانوردی ابتدایی که در زمان پرتاب موشک پوشیده می‌شدند، لباس‌های کمکی مورد نیاز بودند در زمانی که فشار از بین می‌رفت.
لباس‌های فضانوردی آپولو شامل این موارد می‌شدند:
- یک نایلون خنک‌کننده آبی به عنوان زیرپوش
- یک لباس با فشار چند لایه
- لایه درونی-نایلونی سبک‌وزن با سوراخ‌هایی بر روی آن
- لایه میانی- نایلون ورقه ورقه شده ازneoprene برای نگه داشتن فشار
- لایه بیرونی- نایلونی برای نگهداری لایه‌های دارای فشار زیرین
- پنج لایه ازMylar آلومینیومی بافته شده با چهار لایه ازDacron برای حفاظت از گرما
- دو لایه از Kapton برای محافظت بیشتر از گرما
- یک لایه از تفلون ورقه شده-نسوز- برای حفاظت از خراش
- یک لایه تز تفلون سفید-نسوز-

لباس فضانوردی دارای کفش، دستکش، کلاه برای ارتباطات و کلاه پلاستیکی کاملاً تمیز-Helmet-است. در زمان پرتاب اکسیژن و آب خنک‌کننده توسط فضاپیما تهیه می‌شود.
برای پیاده‌روی فضایی فضانورد با یک جفت کفش، دستکش با سر انگشت‌های لاستیکی، یک دست فیلتر یا کلاه آفتابگردان برای محافظت از نور آفتاب و یک کوله پشتی که اکسیژن، دستگاه دفع دی‌اکسید کربن و آب برای خنک‌کننده دارد، محافظت می‌شود کوله پشتی لباس فضانوردی وزنی معادل ۸۲ کیلوگرم روی زمین و ۱۴ کیلوگرم بر روی ماه دارد.
لباس‌های فضانوردی ابتدایی آپولو همچنین برای پیاده‌روی در مأموریت اسکای لاب Sky Labاستفاده شد.
در اوایل پرواز شاتل‌های فضایی فضانوردان لباس‌های فضانوردی قهوه‌ای رنگی می‌پوشیدند. مانند مأموریت‌های قبلی این لباس برای این مورد هم مورد استفاده قرار می‌گرفت که اگر فشار در کابین از بین رفت خطری متوجه فضانوردان نشود. طراحی این لباس‌ها همچنین بسیار شبیه به طراحی لباس‌ها آپولو بود.
وقتی که پرواز شاتل‌ها بیشتر جریان یافت، فضانوردان دیگر این نوع لباس‌ها را در زمان پرتاب نپوشیدند. در عوض آن لباس‌ها، آن‌ها لباس‌هایی با رنگ آبی روشن با چکمه‌هایی سیاه و یک کلاه ارتباطی -communications helmet- پلاستیکی سفید مقاوم و محکم می‌پوشیدند و این تمرین تا آن حادثه فضاپیمای چلنجر ادامه داشت
بعد از حادثهٔ چلنجر، ناسا از تمام فضانوردان خواست در زمان پرتاب و برگشت به زمین لباس‌های دارای فشار را بپوشند. این لباس‌های نارنجی دارای فشار می‌باشند و به کلاه، کفش، دستکش، چتر نجات و محافظ جان که قابل باد شدن است. این لباس‌های فضانوردی برای مواقع ضروری ایجاد شده‌اند .. برای مواقعی که فشار درون کابین از بین برود یا مجبور بشوند در ارتفاع بلند در زمان پرتاب یا برگشت به زمین به بیرون بپرند. ما در مورد لباس‌های فضانوردی که اکنون استفاده می‌شوند در بخش بعدی یعنی واحد تغییرپذیری گردونه‌ای -Extravehicular Mobility Unit- که اختصاراً EMU نامیده می‌شود برای پیاده‌روی از شاتل‌ها و ایستگاه فضایی بین‌المللی استفاده می‌شود.

## لباس‌های فضانوردی پیشرفتهEMU
پیش‌تر لباس‌های فضانوردی بیشتر از جنس‌هایی نرم و سبک ساخته می‌شدند، امروزه EMUها ترکیبی از سبکی و مقاومت بسیار زیاد را دارند تا هم راحتی را برای فضانورد به ارمغان بیاورد و هم تغییرناپذیری بالا.
به این منظور نیز در برخی قسمت‌های آن طلا به کار برده می‌شود زیرا طلا واکنش‌پذیری ای در حد صفر دارد.
خود لباس از ۱۳ لایه تشکیل شده‌است، لایه خنک‌کنندهٔ داخلی-۲لایه-، لایهٔ فشار-۲لایه-، گرمای ناشی از ریز معلق‌های موجود در آسمان-۸لایه-، و پوشش‌های بیرونی-۱لایه-. مواد استفاده شده در این لباس‌ها عبارتند از:
- Nylon tricot
- Spande
- نایلون Urethane ورقه شده
- Dacron
- نایلون Neoprene ورقه ورقه شده
- Meylar

بخش کنترل مأموریت ناسا -NASA- هیچ مایل نیست حتی کمترین ریسک غیرضروری برای فضانوردان وجود داشته باشد. هر کدام از فضانوردان یک دست -یونیت- لباس مخصوص برای داشتن ایمنی در فضا دارند که -Extravehicular Mobility Unit -EMU یا در اصطلاح عامه لباس فضانوردی -space suit- نامیده می‌شود.
EMU دمای بدن را کنترل می‌کند و تهویه در آن به وسیلهٔ یک لوله که در لباسهای داخلی تعبیه شده انجام می‌شود. لوله‌های آب گردان، فضانوردان را موقع کار در فضا در راحتی نگه می‌دارند، این لباس همچنین شامل یک کیف آب برای ذخیره آب و یک مخزن نگهداری آب کثیف است. به‌علاوه یک هدفون و یک میکروفون برای برقراری ارتباط و یک سری وسایل ضروری دیگر از جمله تجهیزات این لباسها است.
تعداد زیادی از فضانوردان مختلف می‌توانند از این لباس‌ها استفاده کنند، بخش‌های مختلف آن‌ها قابل تعویض بوده و در سایزهای مختلف وجود دارند. تجهیزات اختصاصی این یونیت‌ها مانند گرمکن‌های نوک انگشت، سیستم‌های خنک‌کننده، قسمت‌هایی که روی کلاه متصل شده و برای جلوگیری از بخار تنفس و عرق و … هستند. همچنین کوله پشتی‌هایی که می‌توانند به فضانورد در مسیر برگشت به سفینه‌اش در صورتی که طناب اتصالشان با سفینه پاره شود کمک کنند.
EMU از فضانوردان در زمان‌های بحرانی کاری خارج از محدوده امن ایستگاه فضایی با این لباس‌های بی‌نظیر حمایت می‌کند و فضانوردان می‌توانند در حد ایده‌آل‌های ناسا کار کنند و محیط خشن فضا را دوست داشتنی‌تر کنند.
تمام این لایه‌ها در قالب یک لباس به هم دوخته و چسبیده می‌شوند. لباس‌های اولیه فضانوردی به صورت فردی و مخصوص یک نفر ساخته می‌شدند ولی EMUها قسمت‌های مختلف با اندازه‌های مختلف را داراست که فضانورد می‌تواند با انتخاب اندازه قطعات مورد نظر خود آن‌ها را کنار هم بگذارد تا لباس خودش را درست کند.
قسمت‌های مختلفEMU عبارتند از:
- Maximum Absorption Garment قسمتی که وظیفهٔ جمع‌آوری ادرار فضانورد را دارد و اختصاراً MAG نامیده می‌شود.
- Liquid Cooling and Ventilation Garment خنک‌کننده آبی و تهویه LCVG که وظیفهٔ دفع گرمای اضافی تولید شده توسط فضانورد که در طول پیاده‌روی فضایی تولید می‌شود را بر عهده دارد.
- EMU Electrical Harness قسمت اسباب وسایل الکتریکی EEH وظیفهٔ برقراری ارتباط برای داشتن ارتباط با واحد مربوطه و وسایلی زیستی
- Communications Carrier Assembly حمل کنندهٔ وسایل برای برقراری ارتباط که دارای میکروفون و و گوشی (Earphone) برای برقراری ارتباط است.
- Lower Torso Assembly نیم تنهٔ پایینی لباس که شامل نیم تنهٔ پایینی لباس شلوار، مفصل و لولاهای مربوط به قوزک و زانوی پا، کفش‌ها و قسمت پایینی کمر است.
- Hard Upper Torso نیم تنهٔ بالایی لباس از پوسته‌ایی سخت از جنس فایبرگلاس برای محافظت از قسمت‌های نیم تنهٔ بالایی یعنی بازوها، بدنه، کلاه، کوله پشتی و ماژول‌های کنترل، دست‌ها، دستکش‌ها، دستکش‌های بیرونی و داخلی، کلاه، کلاه آفتابگردان مانند فضانورد برای محافظت فضانورد از نور آفتاب
- In-suit Drink Bag کیف آب آشامیدنی که آب آشامیدنی مورد نیاز فضانورد را در طول پیاده‌روی فضایی تأمین می‌کند.
- Secondary Oxygen Pack بستهٔ دوم اکسیژن که اکسیژن مورد نیاز در مواقع ضروری را تأمین می‌کند
- Display and Control Module نمایش و ماژول کنترل که وظیفهٔ نمایش و کنترل برای اجرای PLSS را بر عهده دارد.
- Maximum Absorption Garment

پیاده‌روی‌های فضایی می‌تواند تا ۷ساعت به طول بینجامد که در این مدت بدن فضانورد نیاز به دفع دارد. چون برای ایجاد فشار و از بین بردن فشار هم در لباس و هم در فضاپیما به زمان زیادی نیاز است، فضانوردان نمی‌توانند به فضاپیماها بروند و مشکل خود را برطرف کنند به خاطر همین یک نوع جمع‌کننده ادرار در لباس تعبیه شده‌است و زمانی که پیاده‌روی فضایی تمام شد فضانورد از دست آن راحت می‌شود!
* پوشیدن یک لباس فضانوردی
برای آماده‌سازی برای فضانوردی فضانوردان باید موارد زیر را انجام دهند:
- ۱- فشار درون شاتل را به ۰٫۷ اتمسفر کاهش دهند و اکسیژن را افزایش دهد.
- ۲- اکسیژن خالص را برای ۳۰ دقیقه تنفس کنند تا نیتروژن از خون و بافت‌ها بیرون برود

1. MAG را بپوشند.
2. به اتاق تنظیم فشار وارد شوند.
3. LCVG را بپوشند
4. EEH را به HUT وصل کنند.
5. DCM را به HUT وصل کنند-PLSSقبلاً به HUT وصل شده‌است.
6. دست‌ها را به HUT متصل کنند.
7. کلاه را با ترکیبات ضد بخار گرفتگی بمالند.
8. آینه. چک لیست را بر روی آستین فضانورد قرار دهند.
9. انبار غذا و IDB را درون HUT قرار دهند.
10. نور و دوربین‌های تلویزیونی روی EVA را امتحان کند.
11. EVA را روی کلاه Helmet قرار دهند.
12. CCA را به EEH وصل کنند.
13. درون LTA قدم بگذارند و آن را تا بالای کمرشان بالا بکشند.
14. SCU را به DCM و شاتل وصل کنند.
15. به داخل نیم تنهٔ بالایی لباس بروند
16. لوله‌های خنک‌کننده LVCG را به PLSS وصل کنند.
17. اتصالات الکتریکی EEH را به PLSS وصل کنند.
18. LTA را به HUT قفل کنند.
19. CCA و چشم‌بندها را بپوشند، اگر فضانورد آن‌ها را پوشیده باشد.
20. دستکش‌ها راحتی را بپوشند.
21. کلاه Helmet و EVA را قفل کنند.
22. دستکش‌های بیرونی را قفل کنند.

- ۲۵- بررسیEMU برای اطمینان از نبودن هرگونه سوراخ با افزایش فشار به۰٫۲ اتمسفر بالای فشار اتاق تنظیم فشار، نبودن هرگونه سوراخ بدین معناست که اتاق تنظیم فشار خالی از فشار است.

وقتی که فضانوردان روی ماه کار می‌کنند، فضانوردان آپولو سختی زیادی را در حرکت دادن خودشان در لباس داشتند. لباس‌های آپولو به خوبی EMU امروزی نبودند وEMU وزنی معادل دو برابر لباس‌های آپولو دارند و این هیچ مشکلی را به وجود نمی‌آورد چون EMUها برای کار در شرایط گرانش کم طراحی شده‌اند. در آینده برای مأموریت مریخ ناسا نوعی لباس بسیار مستحکم تر، راحت ترو کم وزن تر را طراحی می‌کند که هم چنین کار با آن بسیار راحت‌تر از کار با لباس‌های کنونی است.

## لباسهای فضایی امروزی
لباسهای فضایی امروزی، از زمان ساخت اولین پیش نمونه آن توسط خلبانی به نام وایلی پست در سال ۱۹۳۴، راه درازی را برای تکامل خود پیموده‌اند، پست، لباسی را که خودش طراحی کرده بود پوشید تا یک حد نصاب ارتفاع به جای بگذارد؛ اما وقتی در ارتفاع ۵۰۰۰۰ پایی پرواز می‌کرد، موفق به کشف «جریان جت» شد. لباس او در اصل یک لباس غواصی لاستیکی بود که بخش‌های مربوط به دست و پا را با نخ به آن بسته بود، به گونه‌ای که براحتی می‌توانست به قسمت‌های هدایت‌کننده هواپیما دسترسی داشته باشد و در بالای آن یک کلاه فلزی قرار داده بود.
از دهه ۱۹۶۰ میلادی، مسابقه برای تکمیل لباسی که برای سفر به فضا مناسب باشد، در جریان بوده‌است. نمونه‌های اولیه چندان راحت نبودند و تهویه در آن‌ها به سختی انجام می‌گرفت، اما تا ۲۱ ژوئیه ۱۹۶۹ که نیل آرمسترانگ قدم به ماه گذاشت، لباسهای فضایی بهبود یافتند و آنچه آرمسترانگ بر تن کرد، بسیاری از خصوصیات لباسهای امروزی را در خود داشت. یکی از بزرگ‌ترین اصلاحات انجام گرفته، تعبیه دستگاه سرمایش مایع در لباس بود، که بخار گرفتگی داخل لباس را که فضانوردان قبلی از آن شکایت می‌کردند. از بین برد. علاوه بر این، انعطاف‌پذیری آن را به حدی بود که اجازه انجام بسیاری از حرکات را فضانورد می‌داد.
امروزه فضانوردان مجموعه‌ای از لباسهای فضایی مختلف را در اختیار دارند. هر یک از آن‌ها برای کار در محیطی خاص طراحی شده‌است. در خلال پرتاب و فرود، آن‌ها لباسهای با فشار جزئی، به همراه محفظه مخصوص چتر نجات را می‌پوشند. این لباس تشکیل شده‌است از کلاه ایمنی، دستگاه ارتباطی، نیم تنه، چکمه‌ها و دستکش‌ها، قسمت‌های بادکنک مانندی در داخل لباس تعبیه شده‌است که هنگام کم شدن فشار داخل کابین، به‌طور خودکار باد می‌شوند تا فشار لازم را در قسمت پایینی بدن حفظ کنند. بدون وجود آنها، فضانوردان به علت جمع شدن خون در آن قسمت از بدنشان از حال می‌رفتند.
به محض رسیدن به مدار، فضانوردان لباس‌هایی را کم و بیش شبیه لباسهای عادی است به تن می‌کنند، البته با این تفاوت که این لباس‌ها تعداد زیادی جیب برای قرار دادن قلم و کاغذ دارند، زیرا در غیر اینصورت این وسایل در داخل کابین فضاپیما به پرواز در خواهند آمد.
اما لباس فضایی حقیقی، که بیشتر برای مردم آشناست، در واقع همان «امو» است. در گذشته لازم بود برای هر فضانورد یک لباس اختصاصی دوخته شود، اما طراحی‌های امروزی به صورت قطعه قطعه انجام می‌شود، بدین ترتیب که نیم تنه‌های بالا و پایین، دستها و دستکشها همه در اندازه‌های مختلف آماده می‌شوند که می‌توان آن‌ها را باهم ترکیب کرد تا لباسی به اندازه یک فضانورد خاص بدست آید. با این شیوه، هر لباس فضایی را می‌توان مورد استفاده قرار داد.

## لباس‌های فضایی روسی
فضانوردان سفینه سایوز از دو لباس فضایی به نام‌های سوکول و اورلان استفاده می‌کنند.

### سوکول
سوکول لباسی هست که فضانوردان در زمان پرتاب به فضا، تا رسیدن به ایستگاه فضایی و برگشت از فضا به زمین می‌پوشند. سوکول می‌تواند از فضانوردان در برابر تغییرات فشار هوای داخل سفینه که احتمال دارد در هنگام پرتاب یا فرود در داخل سفینه اتفاق افتد محافظت کند.
در حال حاضر همه فضانوردان سایوز از این لباس استفاده می‌کنند که می‌توان آن ر لباس محافظت از فضانوردان دانست. برای هر فضانورد لباس سوکول مخصوص به خودش طراحی و دوخته می‌شود.

### اورلان
اورلان لباسی است که فضانوردان در راهپیمایی‌های فضایی از آن استفاده می‌کنند، همواره چند اورلان در ایستگاه فضایی بین‌المللی وجود دارد. این لباس قابل تنظیم است و هر فضانورد قبل از راهپیمایی فضایی، آن را برای خودش تنظیم می‌کند. اورلان چند لایه مختلف دارد که از فضانورد در برابر اشعه‌های مضر و ریز شهاب سنگ‌ها محافظت می‌کند. با این لباس فضانورد می‌تواند تا ۸ ساعت در فضای بیرون از ایستگاه کار کند.

## لباس فضایی برای مریخ
بزرگ‌ترین مسئله در حال حاضر، تکمیل امویی است که برای سفر به مریخ مناسب باشد. مایکل دمازی، مهندس لباسهای فضایی در ناسا، می‌گوید: «ما به لباسی نیاز داریم که قابلیت تحرک و راحتی آن برای سطح مریخ بسیار بالا باشد. تعداد فعالیت‌های برون نالوی فضانوردان در مدت اقامت ۵۰۰ روزه آن‌ها بسیار زیاد خواهد بود: ما انتظار ۳۰۰ مورد یا بیشتر را داریم». دمازی اضافه می‌کند: «مأموریت به مریخ، مثل این است که فضانوردان باید هر روز صبح از خواب بیدار شوند و به سر کار بروند. از لباسهای فضایی کنونی برای مدت ۶ تا ۸ ساعت می‌توان استفاده کرد و ما نیز طراحی‌های خود را بر اساس حداقل این مقدار زمان انجام می‌دهیم. در برخی از موارد فضانوردان باید مدت ۱۶ تا ۱۸ ساعت روی سطح مریخ باشند».
در طراحی کنونی امو، موارد جدیدی تعبیه و جمع شده‌است، از جمله دستگاه جمع‌آوری ادرار، که آن را خود جمع می‌کند تا بعداً به دستگاه مدیریت مواد دفعی مدار گرد انتقال دهد و یک لباس تهویه به همراه دستگاه سرمایش مایع که زیر لباس اصلی پوشیده می‌شود. این لباس، یک تکه است و از ماده قابل کش آمدن ساخته شده و در آن مجراهایی برای عبور آب قرار داده شده‌است تا فضانورد را خنک نگه دارد و از گرما آزاد دهنده داخل لباس محافظت نماید. علاوه بر آن، امو یک محفظه آب آشامیدنی به حجم ۶۲۰ سانتیمتر مکعب و یک دستگاه ارتباطی پیشرفته نیز دارد.
برای کارهای طولانی بر سطح مریخ، این اجزا باید بتوانند دو برابر حالت عادی کار کنند. دمازی می‌گوید: «موارد کلیدی عبارتند از راحتی، مدیریت آب و غذا، مواد دفعی، مورد کلیدی دیگر عبارت است از اینکه آیا ما مریخ نوردهای تحت فشار خواهیم داشت یا نه؟ فشار هوای داخل این مریخ نوردها چنان تنظیم شده‌است که فضانورد می‌تواند با ورود به آن، لباس فضایی خود را بیرون بیاورد، تا بهتر بتواند به خورد و خوراک و بهداشت خود برسد. در حالتی که این مریخ نوردها موجود نباشند، یا خراب شده باشند، باید بتوان این کارها را داخل لباس انجام داد».